# 860-й отдельный мотострелковый полк
860-й отдельный мотострелковый Псковский Краснознамённый полк (860-й омсп) — воинская часть мотострелковых войск в составе Вооружённых сил СССР.

## История полка

### ПериодВеликой Отечественной войны
Свою историю 860-й омсп ведёт от 376-й стрелковой дивизии, сформированной в годы Великой Отечественной войны.
Дивизия формировалась с 23 августа 1941 года в Кузбассе, штаб дивизии находился в Кемерове, подразделения формировались в Кемерове, Сталинске, Прокопьевске, Ленинске-Кузнецком. Военным советом Сибирского военного округа дивизии было присвоено наименование «Кузбасская». Полкам также были присвоены почётные наименования.
В составе действующей армии 376-я сд с 18 декабря 1941 по 9 мая 1945 года.
9 августа 1944 года Приказом Верховного Главнокомандующего за освобождение г.Псков в составе 3-го Прибалтийского фронта в ходе Псковско-Островской операции, 376-й стрелковой дивизии присвоено почётное наименование «Псковская».
21 октября 1944 года Указом Президиума Верховного Совета СССР 376-я стрелковая дивизия, отличившаяся при освобождении города Риги, была награждена орденом Красного Знамени. Дивизия стала называться 376-я стрелковая Кузбасско-Псковская Краснознамённая дивизия.
День Победы 9 мая 1945 года дивизия встретила в г.Кандава, Латвийской ССР, где вела боевые действия по очистке территории Прибалтики от остатков немецко-фашистских войск.
- Примечание: В связи с тем, что 376-я стрелковая дивизия (376-я сд) в послевоенный период несколько раз подвергалась переформированию, вплоть до сокращения от штата мотострелковой дивизии до штата мотострелкового батальона, нельзя указать преемником какого именно полка 376-й сд является 860-й омсп. Поэтому 860-й омсп следует считать преемником всей 376-й стрелковой дивизии (376-я сд).

### Послевоенный период
С окончанием Великой Отечественной войны, во второй половине мая 1945 года 376-я стрелковая Кузбасско-Псковская Краснознамённая дивизия передислоцировалась в г.Сердобск, Пензенской области, где находилась до сентября 1945 года.
В связи с массовой демобилизацией военнослужащих из Советской Армии, в соответствии с Директивой Генерального штаба ВС СССР, 376-я стрелковая дивизия переформируется в 48-ю отдельную стрелковую бригаду и в январе 1946 года передислоцируется в г. Ташкент, .
23 июля 1949 года 48-я отдельная стрелковая бригада вновь преобразуется в 376-ю горнострелковую Псковскую Краснознамённую дивизию (376-я гсд) и передислоцируется в г. Чирчик, Узбекской ССР.
В связи с ухудшением отношений с КНР и обострением обстановки на советско-китайской границе, 30 апреля 1955 года 376-я горнострелковая дивизия была переименована в 71-ю горнострелковую дивизию, и передислоцируется в начале в г. Алма-Ата Казахской ССР, а затем в г. Ош Киргизской ССР.
В марте 1958 года 71-я горнострелковая дивизия переформирована в 427-й отдельный горнострелковый полк (427-й огсп).
В 1960 году, с поступлением на вооружение БТР-50, 427-й огсп переформируется в 71-ю мотострелковую дивизию (71-я мсд) (кадрированную).
В 1962 году — 71-я мсд переформирована в 34-й отдельный мотострелковый батальон усиленного состава (34-й омсб), который приступил к прикрытию государственной границы с КНР.
В связи с дальнейшим обострением отношений с КНР, в соответствии с Директивой начальника Генерального Штаба ВС СССР № 22831 от 14 декабря 1965 года, 34-й омсб 13 мая 1966 года переформирован в 860-й отдельный мотострелковый Псковский Краснознамённый полк (860-й омсп или войсковая часть 77701).
В 1969 году 860-й омсп передан в состав 17-го армейского корпуса вновь созданного Средне-Азиатского Военного округа, без изменения пункта постоянной дислокации в г. Ош.
Боевой задачей 860-го омсп определили прикрытие государственной границы. Полк предназначен был для боевых действий в Алайской долине в случае вторжения войск КНР.
Зимой 1976 года Военно-медицинской академией им. С. М. Кирова проводились секретные исследования на базе 2-го мотострелкового батальона 860-го омсп на высоте 3600 метров над уровнем моря, в Алайской долине на предмет адаптации военнослужащих к боевым действиям в условиях горно-пустынной местности. Мероприятия проводились под видом испытания новых образцов формы одежды для ВС СССР. По итогам исследований были определены методики по адаптации личного состава к условиями высокогорья и выработка критериев индивидуального подбора личного состава, которым предстояло возможное ведение боевых действий в условиях Памира.
В связи с обострением военно-политической обстановки с Китаем и постоянными провокациями на границе, в 1976 году в н.п. Гульча Алайского района Киргизской ССР разворачивается 86-й отдельный пулемётно-артиллерийский батальон (86-й опулаб или войсковая часть 92843), который напрямую подчинялся 17-му армейскому корпусу, а в оперативном отношении подчиняется 860-му омсп.
Офицерский состав 86-го опулаб был назначен в основном из числа офицеров 860-го омсп и формировался также ими.

Батальон имел 3 пулемётные роты, 1 роту огнемётных танков, 1 миномётную батарею и специальные подразделения тылового и боевого обеспечения. Личного состава в батальоне насчитывалось порядка 500 человек. На вооружении батальона были пулемёты НСВ-12,7 «Утёс», гранатомёты АГС-17, огнемётные танки ТО-55 и 120-мм миномёты. Батальон был предназначен для боевых действий на Памире, для сдерживания противника на подступах в Алайскую долину на направлении к н.п. Нура со стороны КНР.
В 1977 году 860-й омсп получил новое вооружение и была проведена его реорганизация.
Были произведены следующие изменения в штатной структуре и в вооружении полка:
- БТР-60ПБ были заменены на БМП-1.
- танковая рота (16 танков Т-54Б) переформирована в танковый батальон (48 танков Т-55);
- стрелковое вооружение заменили с АКМ на АК-74;
- сформирован артиллерийский дивизион на 122-мм гаубицах М-30 (тяга на ЗИЛ-131);
- сформирована реактивная артиллерийская батарея на 9К55 «Град-1»;
- миномётные батареи в составе мотострелковых батальонов заменили 82-мм миномёты на 120 мм миномёты;
- сформирована противотанковая артиллерийская батарея на 85-мм ПТП Д-48.

### 860-й полк вАфганской войне

#### Ввод полка в Афганистан

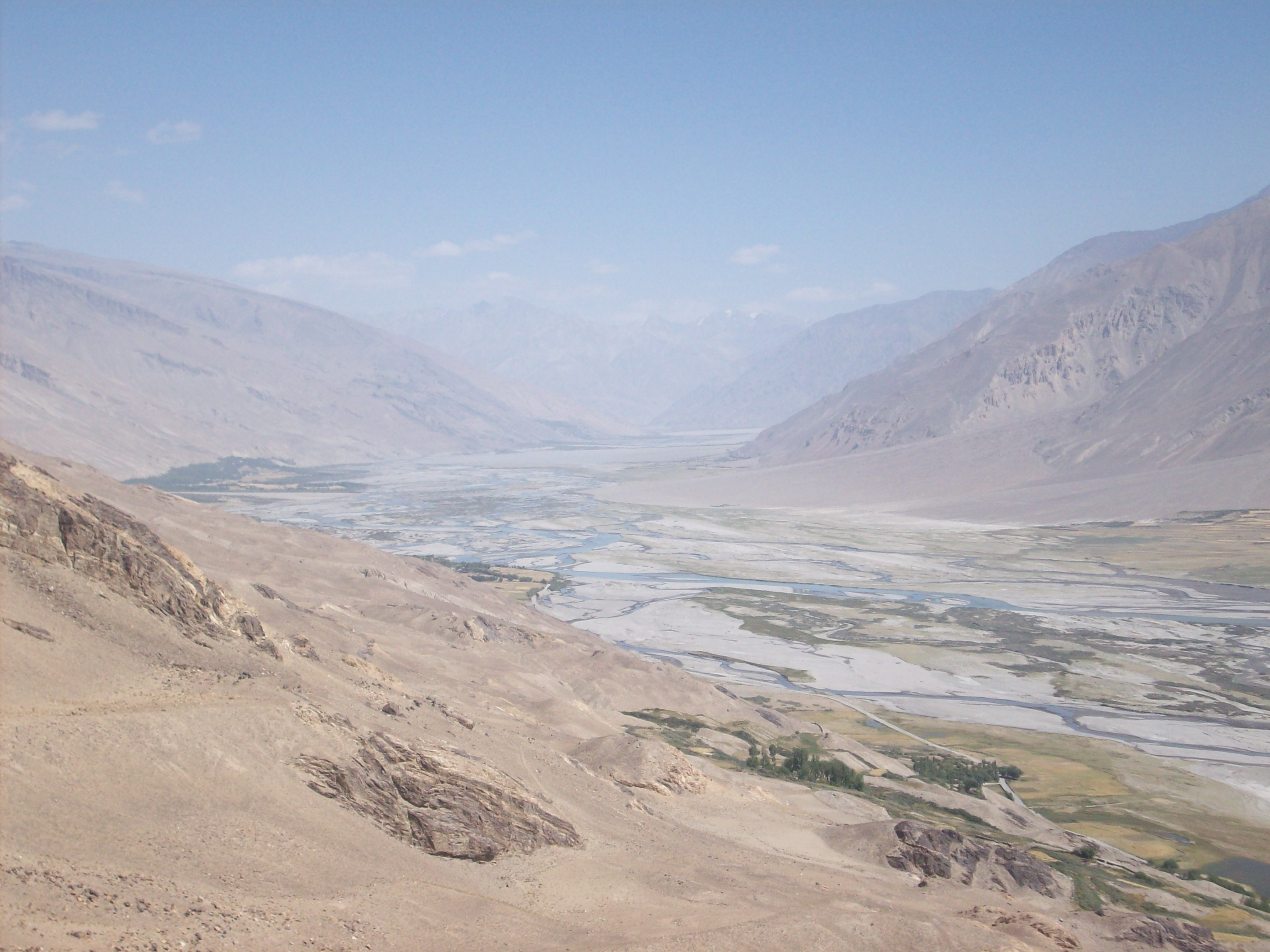
Долина реки Пяндж в окрестностях н.п. Ишкашим, у которого 860-й мотострелковый полк совершил переход границы

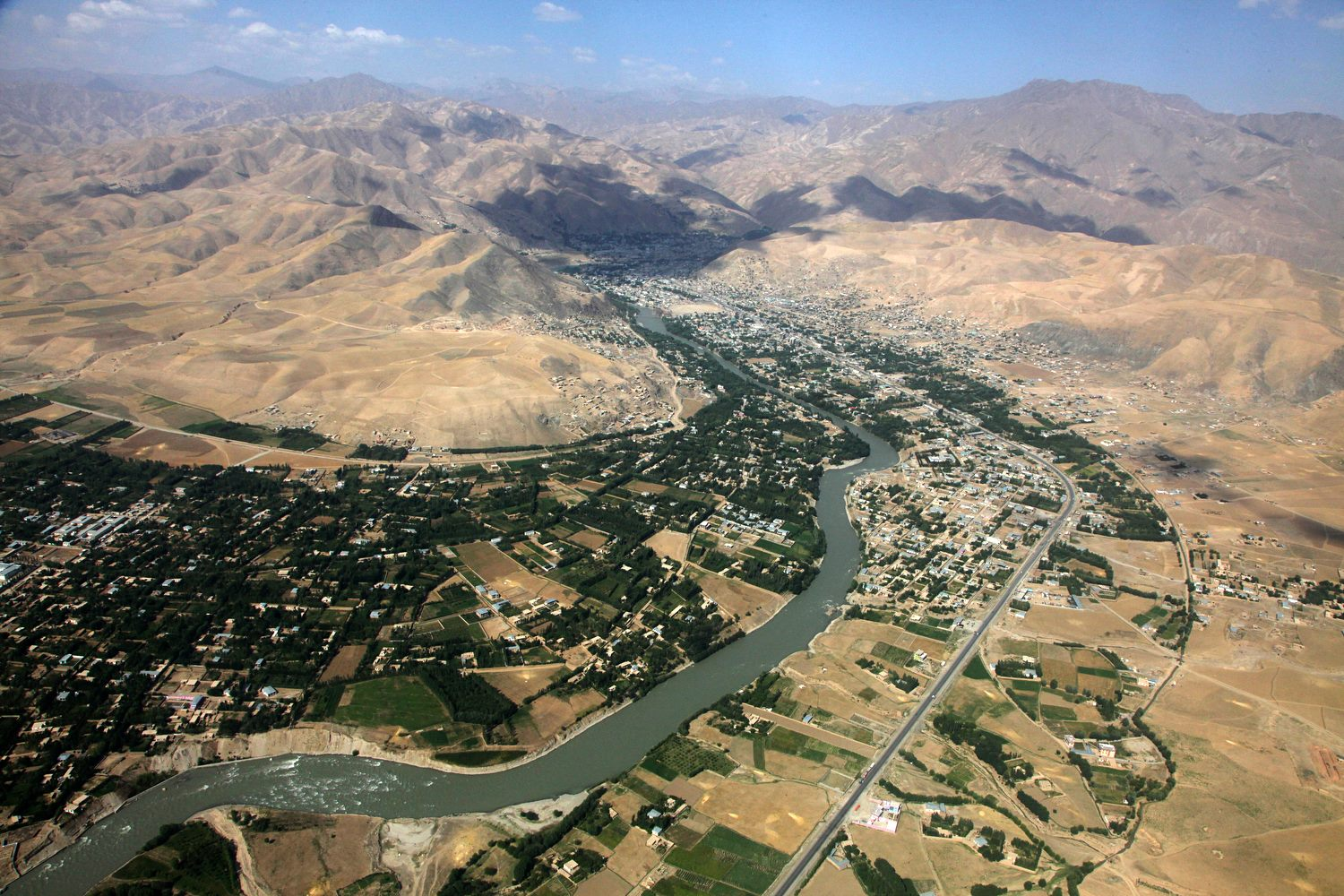
город Файзабад с высоты птичьего полёта

С принятием решения руководством СССР о вводе советских войск в Афганистан, командование 860-го омсп получило в декабре 1979 года приказ о передислокации на выделенный полку участок ответственности в столицу удалённой северо-восточной провинции Бадахшан — г. Файзабад.
В период с 24 декабря по 27 декабря 1979 года, 860-й отдельный мотострелковый Псковский Краснознамённый полк совершил без потерь переход по Восточному Памиру, по маршруту Ош-Хорог, преодолев 10 высокогорных перевалов.
Уникальность подобного перехода в том, что крупная воинская часть сумела успешно преодолеть следующие высокогорные перевалы:
1. Чийирчик — 2402 метров над уровнем моря;
2. Талдык — 3615 метров;
3. 40 лет Киргизии — 3541 метров;
4. Кызыл-Арт — 4250 метров;
5. Уйбулак — 4200 метров;
6. Ак-Байтал — 4655 метров — самый высокогорный перевал на территории СССР, на 6-м месте в мире;
7. Найзаташ — 4314 метров;
8. Харгуш — 4091 метров;
9. Тагаркаты — 4168 метров;
10. Кой-Тезек — 4251 метров.

3 января 1980 года — 860-й омсп совершил марш по Западному Памиру и остановился на границе с Афганистаном в н.п. Ишкашим.
10 января 1980 года 860-й омсп перешёл государственную границу СССР на участке между н.п. Ишкашим Таджикской ССР и н.п. Ишкашим Афганистана, в условиях холодной зимы, вброд через горную реку Пяндж, которая отличается сильным течением. После форсирования реки — полк с боями, в течение 18-и дней совершит марш по афганской части Западного Памира в направлении г. Файзабад, куда войдёт 28 января 1980 года. Номер войсковой части после ввода — 89933.
В связи со сложностью высокогорного перехода и форсирования горной реки вброд — 860-й омсп вошёл в Афганистан в неполном составе — без танкового батальона, артиллерийского дивизиона и некоторых подразделений тылового обеспечения на колёсном ходу.
В марте 1980 года артиллерийский дивизион с орудиями и личным составом был переброшен на транспортных вертолётах с территории СССР в Файзабад в расположение 860-го омсп.
Вместо оставшегося на территории СССР танкового батальона на Т-55, 860-му омсп командование 40-й Армии передаст 1-й танковый батальон на Т-62 от 285-го танкового полка 201-й мотострелковой дивизии дислоцированного в г. Кундуз.
13 января 1981 года на основании Директивы ГШ ВССССР от 21.12.1980г. № 312/2/01307 танковый батальон вошёл в состав 860-го омсп. 860-й омсп был включён в состав 40-й Армии 04.04.1980г..

#### Боевая деятельность полка

##### Зона ответственности

Провинция Бадахшан на карте Афганистана

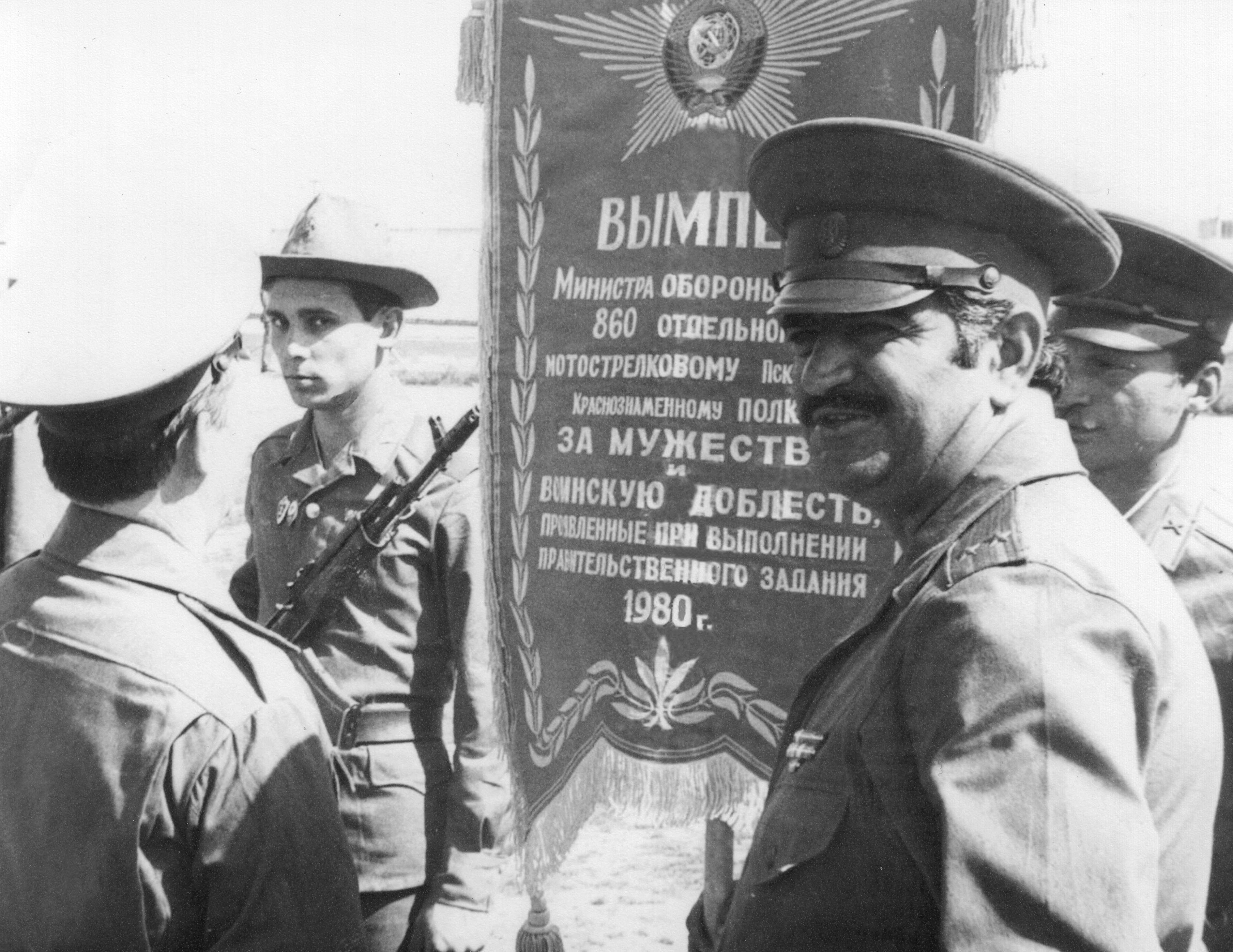
Командир 860-го омсп Арутюнян А. Т.
на награждении полка вымпелом
Министра обороны СССР.
Файзабад. 1980 год.

860-му омсп в зону ответственности была отведена провинция Бадахшан. Данная провинция граничила с Горно-Бадахшанской автономной и Кулябской областями Таджикской ССР, поэтому боевая задача, поставленная перед личным составом 860-го омсп, стояла не только в уничтожении формирований афганских моджахедов на территории провинции, но также и надёжное прикрытие Государственной границы СССР от проникновения противника на дальних подступах. Последнее достигалось совместными операциями 860-го омсп, подразделений 201-й мсд и отдельных формирований пограничных отрядов Краснознамённого Среднеазиатского пограничного округа и Краснознамённого Восточного пограничного округа ПВ КГБ СССР, действовавших на территории ДРА.
Непосредственно в провинции Бадахшан на постоянной дислокации находились мотоманёвренные группы (ММГ) (по организации — сводный батальон) — в общей сложности 10 ММГ.
Для поддержки с воздуха в аэродром г. Файзабад изначально будет передислоцирована 3-я вертолётная эскадрилья (12 ед. Ми-8МТ) 181-го отдельного вертолётного полка (181-й овп), размещённого в аэродроме г. Кундуз. Для наземного обслуживания вертолётной эскадрильи также передислоцируют 273-ю отдельную роту аэродромно-технического обеспечения (273-я орато).
С 1982 года из состава 181-го овп для поддержки 860-го омсп будет сформирована смешанная авиационная группа из 4 ед. Ми-8МТ и 4 ед. Ми-24.
26 марта 1980 года 860-й омсп участвовал в первой крупной операции, более характерной для воздушно-десантных войск, чем для мотострелковых войск. 860-й омсп высадил воздушный десант на вертолётах в район населённого пункта Джарм в количестве 120 человек с участием 24-м пехотного полка (24-й пп) 20-й пехотной дивизии (20-й пд) правительственной армии ДРА. Разгромлена мятежная группировка численностью до 250 человек. В ходе операции было уничтожено до 60 мятежников, 40 — взято в плен, а также захвачено свыше 100 единиц стрелкового оружия и взрывчатые вещества.
28 марта 1980 года в 860-м омсп по итогам первой успешной десантной операции была спланирована последующая на 30 марта. Главная задача десантной операции — уничтожение одного из центров повстанческого движения в провинции Бадахшан — душманской группировки в н.п.Бахарак. По оперативным данным, численность мятежников более 300 человек, ориентировочно 300—350 человек. Для усиления к выделенной полку 3-й вертолётной эскадрилье придадут ещё 1 вертолётную эскадрилью 181-го овп и 1 вертолётную эскадрилью Ми-24 от 335-го отдельного боевого вертолётного полка (335-й обвп). Из-за неправильной оценки численности противника и ошибок планирования операции, 860-й омсп понёс потери убитыми 4 человека, ранеными 7 человек, 181-й овп — 1 человека убитым и 1 ед. Ми-8Т оказалась сбитой в результате пулемётного огня.
В 1981 году 860-й омсп вёл боевые действия совместно с 24-м пп 20-й пд в провинции Бадахшан. Проведено 20 операций, 79 засад, 32 налёта, 24 сопровождения колонн. Уничтожено более 2100 мятежников, 253 — захвачено в плен. Захвачены 276 единиц стрелкового оружия, обезврежено 238 противотанковых и 82 противопехотных мины.

##### Смена тактики
С приходом осенью 1982 года в 860-й омсп нового амбициозного командира полка Льва Рохлина боевая деятельность полка резко активизируется. Рохлин начал активно увеличивать число вертолётных десантов на позиции афганских моджахедов, организовывал обходные рейды по горам в тыл противника, ввёл организацию постоянных ночных засад на подступах к расположению полка. Новым приёмом в тактике, предпринятой Рохлиным, который воспользовался фактом междоусобицы среди афганских моджахедов, стало активное сотрудничество с одним из местных главарей, вопреки всем инструкциям и правилам. В результате часть функций сторожевого охранения на дальних подступах к полку решалась бывшими противниками:

 …Государственные власти сумели склонить Пахлавана на свою сторону, — рассказывает Рохлин, — но ничем не поддержали и ничего ему не дали. Тогда я решился на то, чтобы обеспечить его оружием и боеприпасами. Дал даже ЗУ (зенитную установку) китайского образца. Хотя это запрещалось…

…Отряд Пахлавана расположился в селении в 15 километрах от места дислокации полка…
…Узнав о том, что он получил оружие и зенитную установку, душманы начали одну атаку за другой. Каждый день шли бои. Но все усилия были тщетны. Я предупредил Пахлавана, что если он потеряет ЗУ, то будет моим личным врагом, — продолжает Рохлин. — Он ответил, что её расчётом командует его брат. И если что случится, то он лично его зарежет. 
Но этим помощь не ограничивалась. Рохлин помог Пахлавану открыть в селении школу. А солдаты соорудили из ящиков из-под снарядов столы для учащихся. В селение была проведена линия электропередачи. Основные объекты — в первую очередь школа, медпункт и мечеть — получили электрический свет. В тех местах это считалось чудом. И к Пахлавану потянулись люди. Через некоторое время его отряд возрос до пятисот человек.
— Мы давали ему продовольствие, топливо, медикаменты, — говорит Рохлин, — и добились, что он и его люди были преданы безоговорочно.
Они стали контролировать район, избавляя нас от многих проблем.— «Лев Рохлин: Жизнь и смерть генерала»
В 1982 году 860-й омсп совместно с 24-м пп, ХАД и формированиями Царандоя (правительственной милиции) установил народную власть в 10 из 12 уездов. Провёл 26 операций, 98 засад, 32 сопровождения колонн. Уничтожено более 2500 мятежников, захвачено в плен 447 мятежников. Захвачены в ходе боёв 873 единицы стрелкового оружия, 43 пусковые установки, 8 пулемётов ДШК, 3 миномёта, обезврежено 186 ПТМ и 11 фугасов.
11 июня 1983 года в результате неудачно закончившейся операции в Зардевском ущелье  860-го омсп потерял в одном бою 10 человек, включая начальника инженерной службы полка, и вынужден был, подорвав боевые машины, оставшиеся без топлива, отходить в горы. Рохлина снимут с должности и с понижением переведут в 191-й омсп заместителем командира полка.
В 1983 году проведено 8 операций, 87 засад, 10 сопровождений колонн. Уничтожено 1040 мятежников, захвачено в плен 23 мятежника, захвачено стрелкового оружия 425 единиц, обезврежено 27 мин и фугасов. 24 раза реализованы разведданные, 51 раз наносился артиллерийский удар с целью реализации разведданных.
В 1984 году под контролем государственной власти остаётся 30 % территории провинции. Проведено 8 операций, 9 сопровождений колонн. 95 раз реализовывались разведданные, 51 раз наносился артиллерийский удар с целью реализации разведданных. Уничтожен 1241 мятежник, взято в плен 225, захвачено 127 единиц стрелкового оружия, уничтожено 27 складов с оружием.
В 1985 году проведено 249 засад, 9 операций, 195 раз реализованы разведданные, 176 раз наносился артиллерийский удар, уничтожено 440 мятежников, захвачено в плен 15 мятежников, захвачено 46 единиц стрелкового оружия, пулемётов ДШК — 2 ед., уничтожено ДШК — 4 ед., уничтожено 13 дзотов, 1 миномёт, 3 укрепрайона, 19 фугасов, 25 мин.

#### Стратегическая боевая задача полка

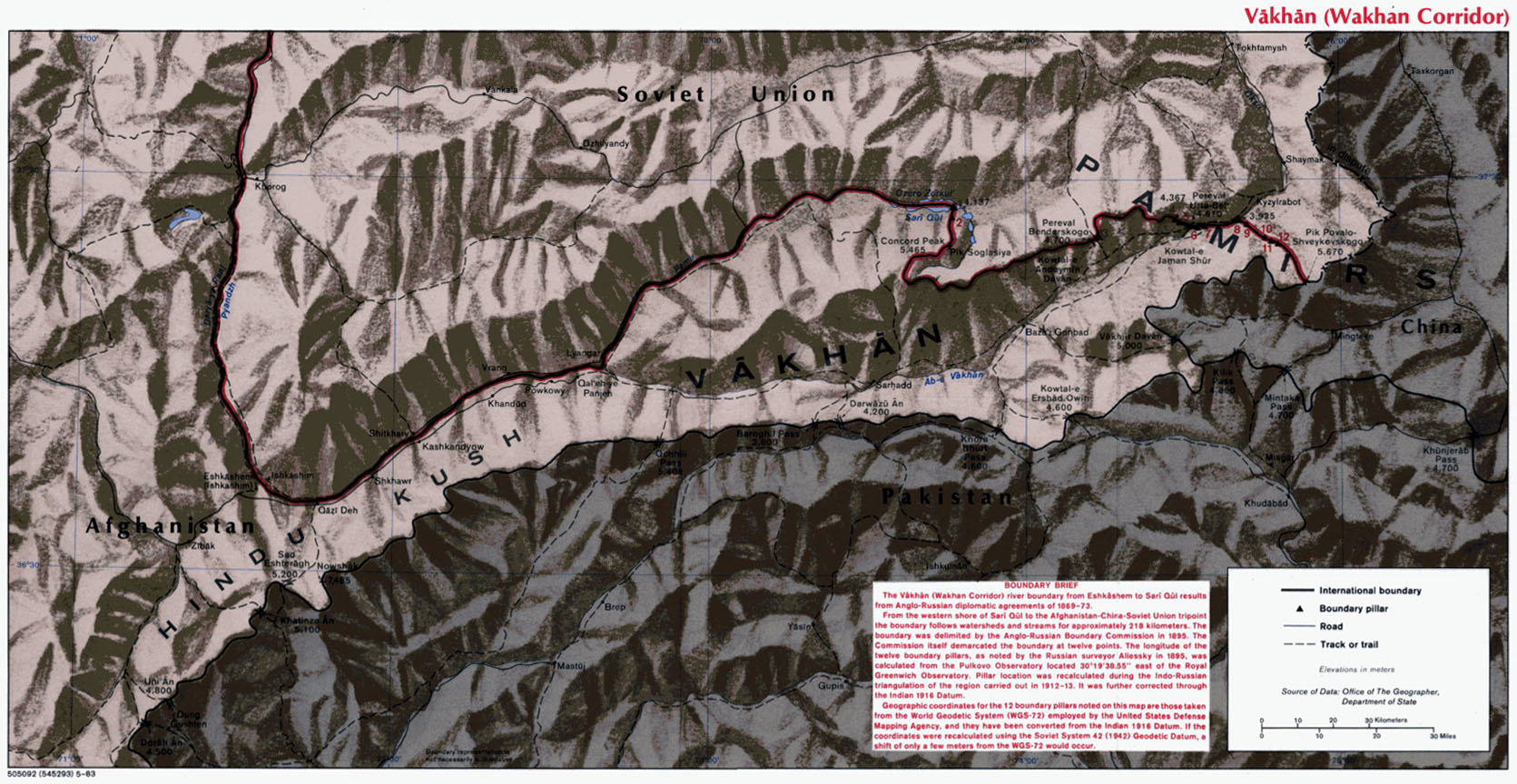
Ваханский коридор на карте, выпущенной США в 1983 году

Своим присутствием подразделения 860-го омсп значительно сковывали действия афганских моджахедов по транспортировке и снабжению своих формирований, организованному по Ваханскому коридору из Китая и Пакистана в Афганистан. Ваханский коридор как и Панджшерское ущелье являлись стратегически важными для афганских моджахедов географическими объектами, являвшимися по сути удобными естественными транспортными коридорами по поставке вооружения и боеприпасов. Оба ущелья из-за своей удалённости, протяжённости и сложности рельефа — не позволяли за всё время пребывания в Афганистане советских войск, взять их под полный контроль.
В возникшей сложной ситуации 860-й омсп, стоявший на выходе из Ваханского коридора, выполнял ту же важную стратегическую роль, что и 682-й мотострелковый полк 108-й мотострелковой дивизии, дислоцированный в Панджшерском ущелье (см.«Стояние в Рухе» — ситуация с 682-м мотострелковым полком).

Военно-политическая обстановка в Афганистане и в Бадахшанской провинции ДРА в 1979–1980 гг. Николай Белашов:

…За афганским Ишкашимом начинается так называемый Ваханский коридор, место, где почти сходятся границы четырёх государств: Китая, Таджикистана, Пакистана и Афганистана.

Это важный в военно-стратегическом плане регион, где история отвела Афганистану роль буферного государства в противоборстве ведущих держав мира. Ваханский коридор — это, по сути, узкая полоска земли, большая часть которой занята горами-восьмитысячниками!
Вокруг горы, это Западный Памир, одна единственная дорога, которая идёт среди ущелий…
Представьте такую ситуацию. В стране идёт гражданская война, Пакистан и Китай на своих территориях готовят оппозиционные силы, вооружают их, они возвращаются вновь на территорию Афганистана, чтобы вести борьбу против неугодного правительства.
Здесь проходят тропы, по которым переправляется оружие. В горах проходы открываются летом, а тут на их пути стоит 860-й омсп, который нельзя обойти, он стоит на выходе из Ваханского коридора…
Здесь практически нет правительственных войск, была надежда на близкую победу. Значит, надо сделать всё, чтобы этот полк «убрать». Сильнейшие бои начнутся с открытием проходов, с июня 1980 года….

#### Дислокация подразделений полка
Дислокация подразделений полка по зоне ответственности:
- 1-й мотострелковый батальон (1-й мсб) — дислоцировался в районе Файзабада, затем в н.п.Бахарак в 40 километрах восточнее. Своей дислокацией в н.п.Бахарак 1-й мсб закрывал выход из географически изолированного от остальной части Афганистана 300-километрового Ваханского коридора, являвшегося стратегически важным транспортным коридором для афганских моджахедов, соединявшим провинцию Бадахшан с Китаем, Индией и Пакистаном. Для усиления 1-му мсб ему была придана от артиллерийского дивизиона — 2-я гаубичная батарея, две установки 9К55 «Град-1» из реактивной артиллерийской батареи и 2 ЗУ-23-2 из зенитно-артиллерийской батареи.
- 2-й мотострелковый батальон (2-й мсб) — дислоцировался в Файзабаде. 2-й мсб являлся рейдовым батальоном (не участвовал в сторожевом охранении) и участвовал во всех боевых операциях.
- 3-й мотострелковый батальон (3-й мсб) — дислоцировался до июня 1980 года в н.п.Гульхана, вёл разведку в направлении н.п. Ишкашим, с лета 1980 года в Файзабаде, участвовал в охране аэродрома, в сопровождении колонн, в боевых операциях. А позднее был передислоцирован в н.п.Кишим в 100 километрах юго-западнее Файзабада. Для усиления 3-му мсб ему была придана от артиллерийского дивизиона — 3-я гаубичная батарея.
- танковый батальон (тб) — был рассредоточен блок-постами по дороге от Файзабада до н.п.Кишим, принимал участие во всех операциях в составе бронегрупп, а также в сопровождении колонн.
- рота материального обеспечения (рмо) — в связи со сложностью сопровождения колонн, частично находилась в Кундузе, частично в Файзабаде.
- Остальные подразделения полка дислоцировались в полковом военном городке в Файзабаде.

#### Вывод полка и расформирование
Вывод полка проходил в очень тяжёлых условиях. Дорога, по которой 860-й омсп в 1980 году входил в Афганистан из н.п. Ишкашим Таджикской ССР до г. Файзабад, была на узких горных участках взорвана афганскими моджахедами, чтобы не допустить вывода полка по кратчайшему маршруту. А технических возможностей инженерно-сапёрной роты полка для восстановления дороги было недостаточно.
Поэтому командованием 40-й Армии было принято решение выводить 860-й омсп через зону ответственности 201-й мотострелковой дивизии по более длинному маршруту Файзабад-Ханабад-Кундуз-Ташкурган-Хайратон-Термез.
Особо сложная ситуация перед выводом выпала той части 1-го мотострелкового батальона, которая временно была размещена в н.п. Бахарак, непосредственно у входа в Ваханский коридор. Воспользовавшись тройным перевесом в живой силе и заминировав дорогу от н.п. Бахарак до г. Файзабад, моджахеды выдвинули ультиматум с требованием передать боевую технику в их руки. По решению командования 16 БМП-1 были взорваны, а их орудия приведены в негодность.
21 июля 1988 года 860-й отдельный мотострелковый Псковский Краснознамённый полк выведен с территории Афганистана в г. Термез, где ему было присвоено новое условное наименование — войсковая часть 52060. 28 октября 1988 года полк был расформирован.
Боевое Знамя 860-го отдельного мотострелкового Псковского Краснознамённого полка хранится в Центральном музее Вооружённых Сил.

#### Потери полка в Афганистане

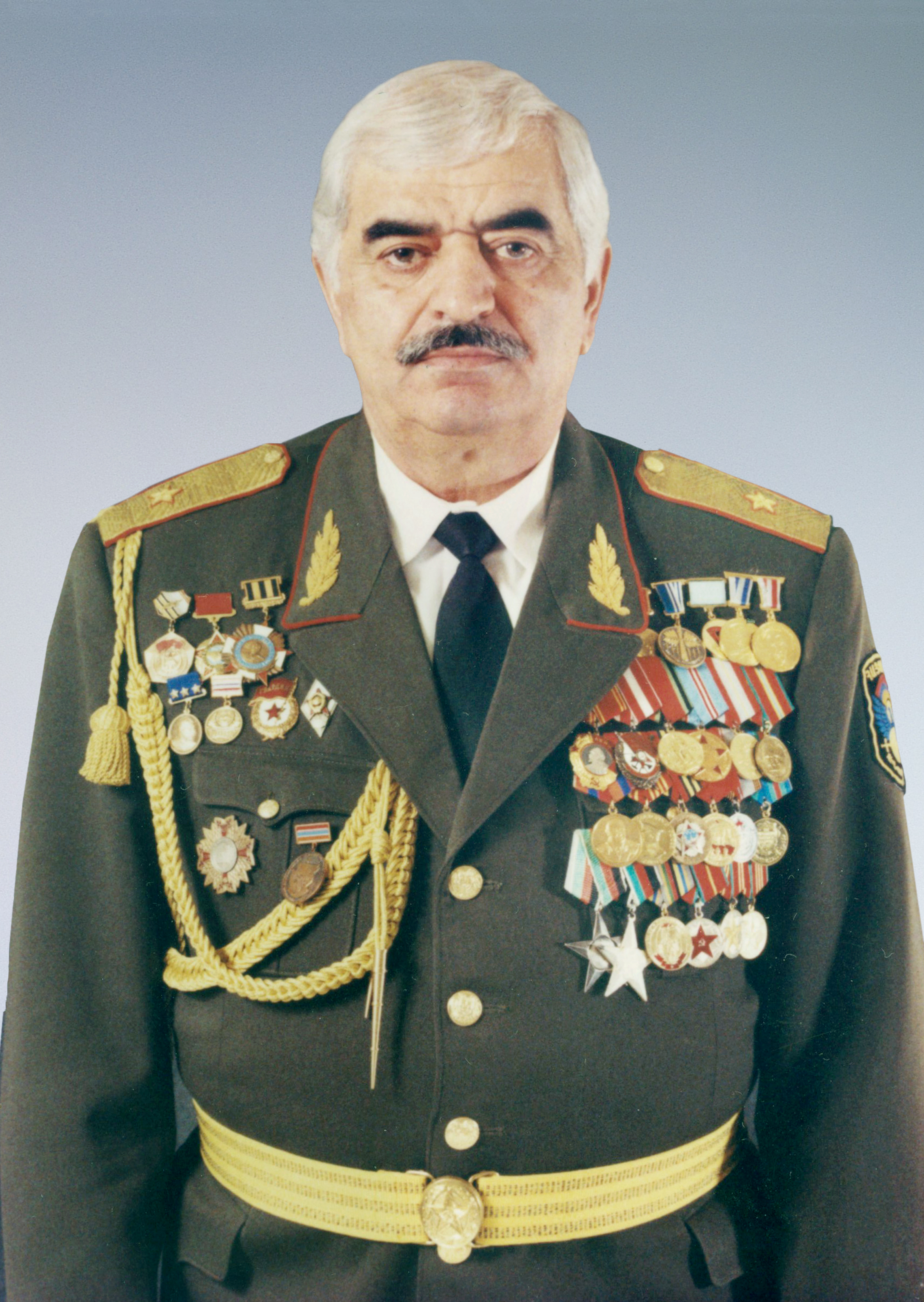
Арутюнян, Артуш Татевосович
Командир 860-го омсп
1980-1982

Безвозвратные потери 860-го омсп по годам составили:
- 1980 год — 67 человек;
- 1981 год — 32;
- 1982 год — 42;
- 1983 год — 31;
- 1984 год — 53;
- 1985 год — 32;
- 1986 год — 24;
- 1987 год — 28;
- 1988 год — 19.

Всего погибло 328 человек, из них:
- офицеров — 38;
- прапорщиков — 8;
- сержантов и солдат — 282.

Боевые потери — 224 человека.
Не боевые (болезнь, несчастный случай, самоубийство) — 104 человек.

### Награды
За выполнение поставленных боевых задач личным составом 860-м омсп, в период с 10 января 1980 года по 25 июля 1988 года, награждено:
- Орден Ленина — 6 человек ( 4 посмертно);
- Орден Красного Знамени — 41 (31 посмертно);
- Орден Красной Звезды — 935;
- Орден «За службу Родине в Вооружённых Силах СССР» — 83;
- Медаль «За отвагу» — 1968;
- Медаль «За боевые заслуги» — 2182;

Всего: 5215 человек.

### Командиры
Список командиров 860-го омсп:
- Овчаренко Иван Илларионович - 02.08.1966—26.02.1968
- Клец Николай Петрович - 26.02.1968-07.03.1970
- Щелканов Виктор Иванович - январь 1970—май 1971
- Асланян Александр Степанович — 1971—30.07.1973[14]
- Агафонов Борис Алексеевич - 30.07.1973—12.12.1974
- Картапов Анатолий Фёдорович — 12.12.1974—19.01.1979
- Кудлай Виктор Семёнович — 19.01.1979—29.12.1980
- Арутюнян Артуш Татевосович  — 29.12.1980—09.11.1982
- Рохлин Лев Яковлевич — 09.11.1982—23.06.1983
- Сидоров Валерий Алексеевич — 23.06.1983— погиб 10 октября 1984 года
- Щебеда Александр Иванович — 30.12.1984—19.03.1985
- Антоненко Виктор Васильевич — 19.03.1985—11.11.1986
- Матяш Николай Григорьевич — 11.11.1986—23.01.1988
- Башкиров Владимир Петрович — 23.01.1988- 28.10.1988